# Дени, Жан-Батист
Жан-Батист Дени (фр. Jean-Baptiste Denys, 1643 — 3 октября 1704) — французский врач, известный тем, что совершил первое задокументированное переливание крови человеку. Учился в Монпелье, был личным врачом короля Людовика XIV.

## Биография
Согласно источникам, переливание крови произошло 15 июня 1667 года: Дени перелил около 12 унций овечьей крови, отсосанной пиявками, 15-летнему мальчику, который выжил после этого. Вскоре он совершил ещё одно переливание — рабочему, который, как сообщалось, также выжил. Вероятной причиной выживания людей в обоих случаях считается очень небольшое количество перелитой крови, что позволило им справиться с аллергической реакцией. Третьим пациентом Дени стал шведский барон Густав Бонде, которому медик сделал два переливания; после второго Бонде умер. Зимой 1667 года Дени сделал три переливания крови телёнка Антуану Моруа, который умер после третьего. После этого вокруг деятельности Дени возникло много споров: жена Моруа утверждала, что Дени ответственен за смерть её мужа, и в итоге медик был обвинён в убийстве, оправдан, но затем обвинён женой Моруа в причинении смерти. В итоге будучи оправданным судом, Дени, тем не менее, оставил медицинскую практику. Позже следствие установило, что Моруа умер на самом деле от отравления мышьяком.

### Резонанс
Эксперименты Дени с переливанием человеку крови животных вызвали во Франции бурную полемику, что привело к официальному запрещению этой практики в 1670 году. Вновь переливание крови было разрешено только в 1902 году, когда были открыты четыре группы крови человека.